# Parque regional Sirente Velino

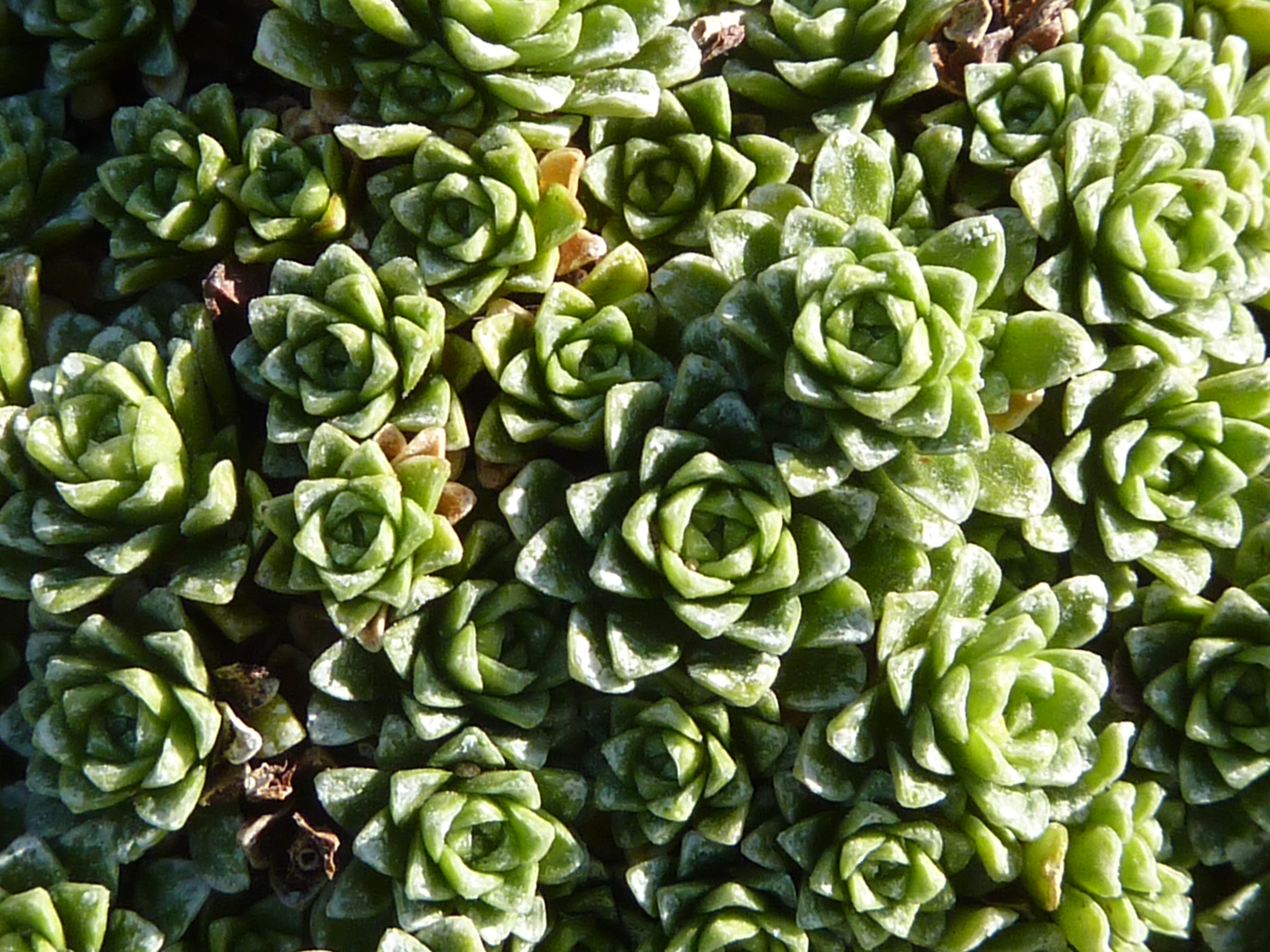
La Saxifraga marginata, residuo de la época glaciar.

El Parque Regional Sirente Velino (en italiano, Parco regionale naturale del Sirente - Velino) es un área protegida italiana, situada en la región de los Abruzos, provincia de L'Aquila, creada en el año 1989.

## Descripción
El nombre de Velino proviene del antiguo dialecto mársico: vel significaría extensión de agua, de la que hay una rica presencia en la zona, también gracias a las formaciones de origen glaciar presentes en la zona.
El ente gestor del parque tiene su sede en Rocca di Mezzo, provincia de L'Aquila, en la prestigiosa antigua Villa Cidonio.
Se extiende por una superficie de alrededor de 56.450 hectáreas.
Las vías de acceso más cómodas para internarse en el parque son a través de los municipios de Rocca di Mezzo, Massa d'Albe y Secinaro.
En el interior del área protegida se encuentran también dos estaciones de esquí, la de Campo Felice y la de Ovindoli, meta de muchos aficionados.

## Flora y fauna
En el parque se han documentado 1.926 entidades de flora. De relevancia científica la flora que presenta especie más señaladas en el macizo del Velino como la Nigritella rubra widderi, Orchis spitzelii y la Peonia officinalis. Se recuerda también la presencia de especies relictas de la época glaciar como la Saxifraga marginata. En los bosques prevalecen las hayas y los abedules.

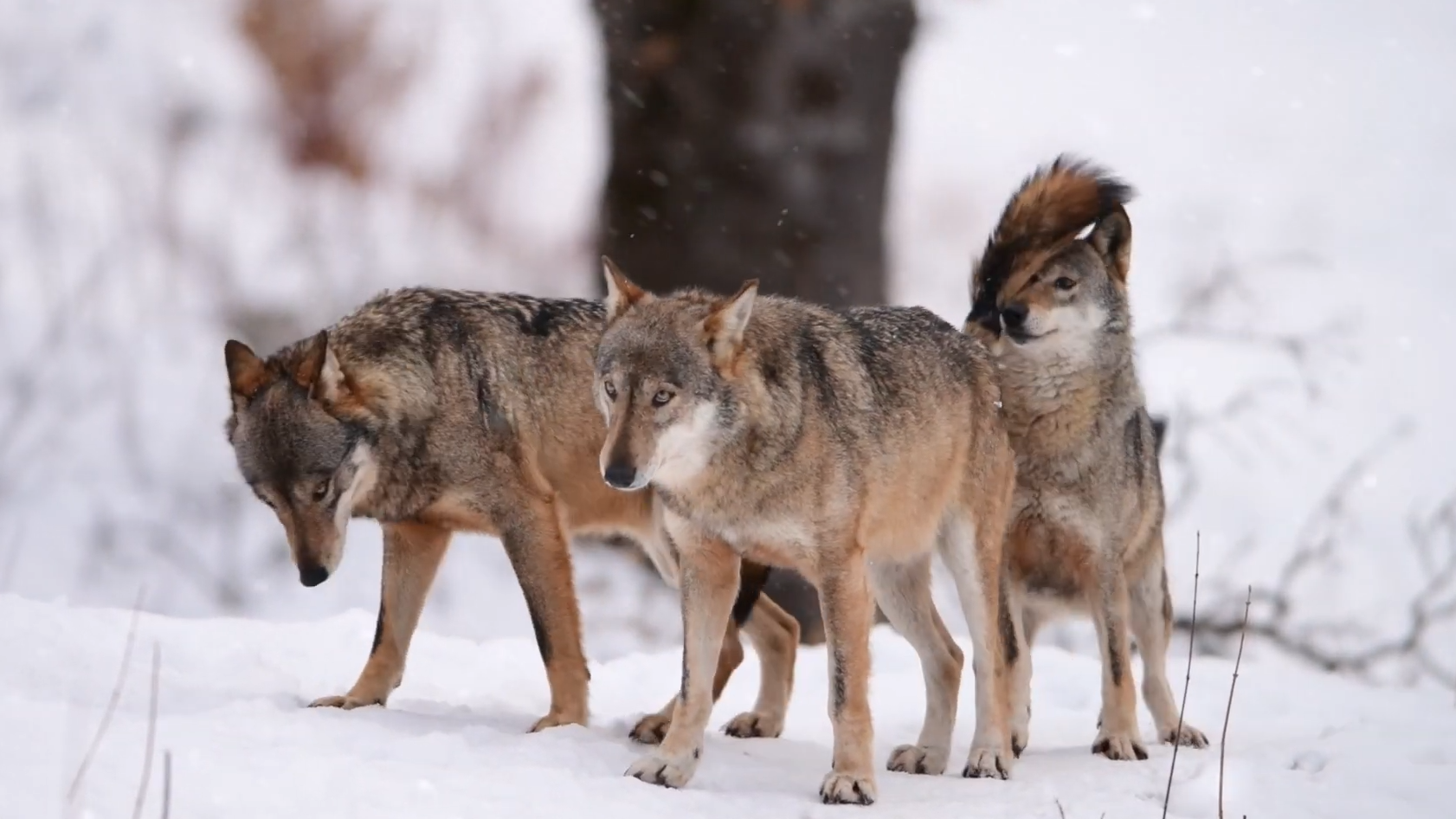
El lobo de los Apeninos (Canis lupus italicus) es una subespecie endémica italiana del lobo.

Está acreditada la presencia de 216 especies de vertebrados, de 149 aves, de 43 mamíferos, de 13 reptiles y de 11 anfibios, como en el sitio oficial del parque. En los bosques el mamífero más interesante que puede verse es seguramente el gato montés, que se pensaba desaparecido en la zona. También puede encontrarse el oso marsicano, que ha dado problemas a los habitantes de la zona. A la presencia constante del lobo itálico debe sumarse la de ciervos, corzos, 
zorros, liebres, garduñas y de comadrejas. Los ornitólogos pueden observar diversas especies de rapaces como el águila real, el búho real, el gavilán y el ratonero, además de otras especies más pequeñas. También pueden verse numerosos ejemplares de buitre leonado.
Desde el año 2013, en el parque se está reintroduciendo el rebeco de los Apeninos (Rupicapra pyrenaica ornata).